# Viajes Marsans
Viajes Marsans fue una importante empresa de venta de paquetes turísticos que formaba parte del Grupo Marsans, con sucursales en varios países de Europa y América. El concurso de acreedores a Díaz Ferrán fue declarado culpable el mes de junio de 2013 por el Juzgado de lo Mercantil número 12 de Madrid por el concurso de Viajes Marsans

## Historia
Fundada en 1910 en Barcelona por José Marsans y Rof bajo el nombre comercial de Viajes Marsansrof. Su objeto era la organización de visitas de turistas extranjeros en territorio español, si bien a partir de 1913 se diversificó con los viajes de españoles al exterior, concretamente París y Suiza. En 1928 la agencia de viajes se independiza del grupo bancario al que estaba vinculada, teniendo a Francisco de Asís Ripoll Fortuño como primer presidente. Tras la guerra civil española y la instauración de la ditadura con su política autártica, Marsans se centró en los viajes nacionales. En 1953, la familia Marsans recupera la titularidad de la empresa a manos de Enrique Marsans Comas, nieto del fundador. Sin embargo, once años después, Viajes Marsans se vendía al Estado Español, convirtiéndose en una empresa pública integrada en el Instituto Nacional de Industria. No volvería a manos privadas hasta 1985, cuando es adquirida a precio simbólico por Gerardo Díaz Ferrán y Gonzalo Pascual.

## La crisis de 2011
En enero de 2010, el Gobierno de Argentina expedientó a Viajes Marsans (presidida por los mencionados Pascual, y copropiedad de Díaz Ferrán) por extender cheques sin fondos y por no pagar a sus empleados durante más de tres meses. Este expediente fue un paso previo a la intervención judicial de la entidad. En España, la mala situación financiera de la entidad, agravada por la quiebra de Air Comet en diciembre de 2009, línea aérea del Grupo Marsans, provocó que las empresas turísticas exigieran a Viajes Marsans el pago previo a cualquier tipo de operación comercial, suspendiendo así la operativa habitual hasta entonces de pago atrasado. La estocada final fue cuando en el mes de abril de 2010, la compañía oficial por la que se gestionan las reservas de vuelos, «IATA», retiró la licencia de reserva de vuelos al touroperador y toda la actividad de Viajes Marsans en España quedó paralizada, incluyendo la página web, que fue retirada de Internet. Posteriormente, el Grupo Marsans, ya en bancarrota, fue vendido a un grupo especulador, Posibilitum, especializado en comprar empresas en quiebra para desmantelarlas y obtener beneficios de la venta posterior de sus despojos más rentables.
En junio de 2010, la juez española Ana María Gallego declaró el concurso voluntario de acreedores de Viajes Marsans y nombró como administradores concursales a Edorta Etxarandio y a los economistas Rafael Martín Rueda y Pedro Tortosa. Posteriormente reforzó estos nombramientos con la abogada Antonia Magdaleno, que también es administradora en los concursos de las inmobiliarias Martinsa-Fadesa, Llanera y Urazca.
En el mes de octubre de 2010, la juez suspendió a los propietarios de Posibilitum de las facultades de administración y disposición patrimonial de las cinco sociedades en concurso de acreedores del Grupo Marsans por no colaborar, a petición de los administradores.
En noviembre de 2010, la juez aceptó otra solicitud de la administración y decretó el embargo preventivo de bienes de Díaz Ferrán, Gonzalo Pascual y Posibilitum en cuantía suficiente para cubrir el déficit patrimonial de Viajes Marsans, que los administradores fijaron en más de 417 millones de euros en su primer informe concursal.
En diciembre de 2012 el juez dictó prisión para Gerardo Díaz Ferrán y Ángel del Cabo por apropiación indebida de bienes con fianzas de 30 y 50 millones de € respectivamente. Actualmente se encuentran recluidos en la prisión de Soto del Real de Madrid.
Díaz Ferrán fue declarado culpable el mes de junio de 2013 por el Juzgado de lo Mercantil número 12 de Madrid por el concurso de Viajes Marsans.
En 2015 Ángel de Cabo fue declarado culpable de vaciar de valor Viajes Marsans para eludir el pago a los acreedores.

### Recuperación y relanzamiento de la marca (2024 - actualidad)[6]
En 2024, la marca Viajes Marsans fue recuperada y registrada nuevamente con el objetivo de relanzarla en el sector turístico. Este proceso fue llevado a cabo por José Miguel Jiménez González, quien adquirió los derechos de la marca y diseñó una estrategia para modernizarla y adaptarla a las nuevas tendencias del turismo.
El nuevo Viajes Marsans apuesta por la digitalización, la innovación en servicios turísticos y la expansión mediante un modelo de licencias. Actualmente, la marca está estableciendo alianzas estratégicas con operadores turísticos, aerolíneas y plataformas de reservas para recuperar su posición en el mercado.
El relanzamiento de la empresa busca preservar el legado histórico de Viajes Marsans, combinando su reconocimiento de marca con un enfoque renovado en tecnología y personalización de viajes.

## Recuperación y relanzamiento de la marca (2024 - actualidad)
Recuperación y relanzamiento de la marca (2024 - actualidad)1
En 2024, la marca Viajes Marsans fue recuperada y registrada nuevamente con el objetivo de relanzarla en el sector turístico. Este proceso fue llevado a cabo por José Miguel Jiménez González, quien adquirió los derechos de la marca y diseñó una estrategia para modernizarla y adaptarla a las nuevas tendencias del turismo.
El nuevo Viajes Marsans apuesta por la digitalización, la innovación en servicios turísticos y la expansión mediante un modelo de licencias. Actualmente, la marca está estableciendo alianzas estratégicas con operadores turísticos, aerolíneas y plataformas de reservas para recuperar su posición en el mercado.
El relanzamiento de la empresa busca preservar el legado histórico de Viajes Marsans, combinando su reconocimiento de marca con un enfoque renovado en tecnología y personalización de viajes.